# A disc
A disc (a disc) var ett svenskt skivbolag ägt av det socialdemokratiska studieförbundet Brevskolan. Skivbolaget grundades 1977 på grund av att man inom den socialdemokratiska arbetarrörelsen var missnöjd med den inriktning som progressiva skivbolag som MNW, Silence Records och Nacksving valt, men lades ned 1986 på grund av bristande lönsamhet.

## Artister och skivor i urval
- Cornelis Vreeswijk
  - Bananer – bland annat... (1981)
  - Hommager & pamfletter (1982)
- Allan Edwall
  - Grovdoppa (1979)
  - Färdknäpp (1981)
  - Gnällspik (1982)
  - Ramsor om dom och oss (1983)
- Ann-Kristin Hedmark och Gunnar Enqvist
  - Var dag i visa och versch (1980)
- Björn Arahb
  - Visor ur klyvnadens tid (1980)
- Björn Arahb och Monica Nielsen
  - Björn Arahb och Monica Nielsen sjunger Ture Nerman (1979)
- Tor Bergner
  - Broder Tor i S:ta Clara (1982)
- Eld & Lågor
  - Mot ljuset (1978)
- Dick Gyllander Quintet
  - Dick Gyllander Quintet (1978)
- Thad Jones, Nils Lindberg, Thorstein Bergman
  - Svarta motiv (1984)
- Myglarna
  - Du liv (1977)
- Diverse artister
  - Om frihet, om kamp. Utgiven till Metallkongressen 1977
  - Till seger - röster och sånger i arbetarrörelsen. Dubbel-LP utgiven till SAP:s 90-årsjubileum 1979
  - Arbete och gemenskap. Utgiven till Metallkongressen 1981
  - Rock mot apartheid. Maxi-singel med Vita Vivendo, Rolf Carlsson m.fl. Stödskiva för ANC 1986